# Миклин, Анатолий Михайлович
Анатолий Михайлович Миклин (14.02.1936 — 06.08.2010) — токарь-фрезеровщик завода «Сельмаш» Министерства машиностроения СССР, город Киров. Полный кавалер ордена Трудовой Славы (1986).

## Биография
Родился 14 февраля 1936 года на станции (ныне посёлок городского типа) Фалёнки Фаленского района Кировской области.
Когда вернулся с фронта отец, в семье прибавилось ещё трое детей. И поэтому, только закончив семилетку, Анатолий подался в Киров, к дяде, который и пристроил племянника учеником токаря на «Искож», где он отработал 12 лет.
Увидел на вокзале объявление о том, что заводу «Сельмаш» требуются токари, которым предоставляется общежитие, по тем временам с просто шикарными условиями, сразу отправился в заводской отдел кадров. Да так и задержался на механическом участке до самой пенсии, став токарем-фрезеровщиком.
Опыт и сноровка приходили с годами. Молодой токарь-фрезеровщик постоянно поднимал планку, к которой стремился, изучал различную справочную литературу, вносил рационализаторские предложения. А для того чтобы точно сделать все расчёты, к природной смекалке требовались и дополнительные знания.
Без отрыва от производства закончил два училища, получив в итоге шестой – самый высший разряд. Правда, к тому времени до многих секретов мастерства он уже дошёл своим умом. Многое обмозговывал вместе с товарищами. Были у него и ученики, из которых «вышел толк» - все стали мастерами высшего класса.
Указами Президиума Верховного Совета СССР от 29 марта 1976 года и от 10 марта 1981 года награждён орденами Трудовой Славы 3-й и 2-й степеней.
Указом Президиума Верховного Совета СССР от 8 августа 1986 года Миклин Анатолий Михайлович награждён орденом Трудовой Славы 1-й степени. Стал полным кавалером Трудовой Славы.
В дальнейшем вышел на пенсию.
Жил в Кирове. Умер 6 августа 2010 года похоронен в городе Киров (Кировская область).

## Награды и звания
Награждён орденами Трудовой Славы 1-й, 2-й, 3-й степеней: 3 ст. 29.03.1976 № 301514
2 ст. 10.03.1981 № 11747
1 ст. 08.08.1986 № 517
- Медаль «За доблестный труд»
- Медаль «За трудовую доблесть»
- Медаль «Ветеран труда»
- медалями[1].